# HMS Brecon (1978)
HMS Brecon – brytyjski niszczyciel min typu Hunt z końcowego okresu zimnej wojny, w służbie Royal Navy od 1980 do 2005 roku. Nosił numer burtowy M 29.

## Budowa
HMS „Brecon” był prototypową jednostką serii brytyjskich niszczycieli min typu Hunt, z kadłubami zbudowanymi z plastiku wzmocnionego włóknem szklanym (GRP). Jego budowę zamówiono w stoczni Vosper Thornycroft Ltd w Woolston (część Southampton). W tym celu w stoczni utworzono kompleks do formowania kadłubów. Umowne położenie stępki miało miejsce 21 października 1975 roku, a okręt wodowano 21 czerwca 1978 roku. Budowę ukończono i okręt przekazano marynarce 21 marca 1980 roku. Nazwa pochodziła od miasta w Walii, związanego z polowaniem na lisy. Koszt budowy wynosił ok. 25 mln funtów.

## Opis

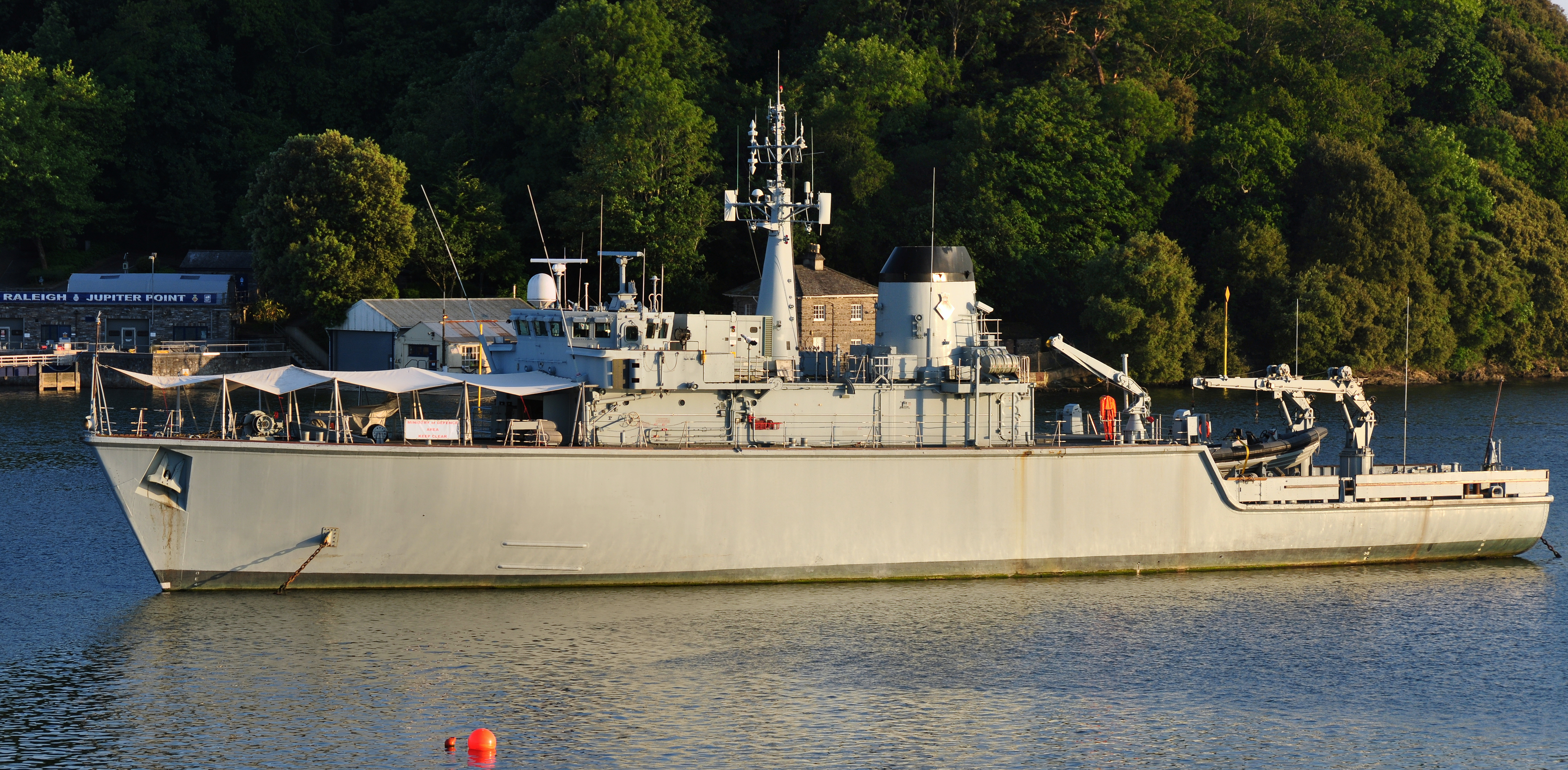
HMS „Brecon” po wycofaniu, w estuarium Lyther, przeznaczony do celów szkoleniowych

Okręty typu Hunt miały kadłub zbudowany z plastiku wzmocnionego włóknem szklanym (GRP). Wyporność standardowa wynosiła 615 ts, a pełna 725 ts. Nowsze źródła podawały wyporność pełną 750 ton. Długość całkowita wynosiła 60 m, a na linii wodnej 57 m, szerokość: 10 m, a maksymalne zanurzenie: 3,4 m. Załoga liczyła pierwotnie 45 osób, w tym 6 oficerów.
Uzbrojenie służyło tylko do samoobrony i stanowiła je na okrętach typu Hunt pierwotnie automatyczna armata uniwersalna Bofors 40 mm. Do połowy lat 90. była ona wymieniana na armatę Oerlikon/BMARC DS30B kalibru 30 mm L/75. Można było zamontować również dwa dodatkowe działka kalibru 20 mm Oerlikon/BMARC GAM-C01. Uzbrojenie uzupełniały dwa karabiny maszynowe kalibru 7,62 mm.
Napęd stanowiły dwa silniki wysokoprężne Ruston-Paxman 9-59K Deltic o mocy łącznej 3800 hp, napędzające dwie śruby, pozwalające na osiąganie prędkości maksymalnej 15 węzłów. Ponadto okręty miały pomocniczy napęd hydrauliczny pozwalający na osiąganie prędkości do 8 węzłów, napędzany przez silnik Deltic 9-55B o mocy 780 hp, napędzający też agregaty prądotwórcze. Zasięg wynosił 1500 mil morskich przy prędkości 12 w.
Wyposażenie nawigacyjne obejmowało radar Kelvin Hughes Type 1006 lub 1007 (pasmo I). Wyposażenie do poszukiwania min obejmowało pierwotnie sonar Plessey Type 193M, modyfikowany następnie do wersji Mod 1. Ponadto okręty miały sonar wysokiej częstotliwości Mil Cross do unikania min na kursie i sonar Type 2059 do śledzenia pojazdów podwodnych. Okręty miały system informacji bojowej CAAIS DBA4. Po 1990 roku okręty typu Hunt otrzymały system nawigacyjny Racal Mk 53.
„Brecon” przenosił początkowo dwa zdalnie kierowane pojazdy podwodne PAP-104 do zwalczania min, a od 1988 roku można było stosować także nowszego typu PAP-105. Okręty tego typu ponadto miały trały magnetyczne MS 14, holowany trał akustyczny Sperry MSSA Mk 1 i klasyczne trały kontaktowe Oropesa Mk8.

## Służba
HMS „Brecon” (numer burtowy M 29) został wcielony do służby w brytyjskiej Royal Navy 21 marca 1980 roku. Został okrętem flagowym 1 Eskadry Niszczycieli Min (1nd MCM Squadron), w skład której weszło pierwszych siedem okrętów typu Hunt. W 1982 roku „Brecon” brał udział w wojnie o Falklandy, usuwając wraz z „Ledbury” miny z dwóch zagród pod Port Stanley.
W październiku 1989 roku „Brecon” wszedł na mieliznę na rzece Clyde, jego remont po tym ukończono w lipcu 1990 roku. Między marcem a sierpniem 1991 roku „Brecon” operował w Zatoce Perskiej, wchodząc w skład międzynarodowego zespołu rozminowującego po wojnie w Zatoce Perskiej.
Po zakończeniu zimnej wojny, w 1997 roku z okrętu zdjęto wyposażenie przeciwminowe i zastąpiono przez trzy łodzie półsztywne oraz skierowano go do zadań patrolowych wokół Irlandii Północnej (razem z bliźniaczymi „Cottesmore” i „Dulverton”).
„Brecon” został wycofany ze służby w 2005 roku.
Po wycofaniu, dawny „Brecon” używany był nadal do celów szkoleniowych w nabrzeżnym centrum szkolnym HMS „Raleigh” w Torpoint (stan na 2022 rok).